# Muscoli intertrasversari
Nell'anatomia umana i muscoli intertransversari sono un piccolo gruppo di muscoli del dorso.

## Anatomia
Si tratta di piccoli muscoli, a volte non si ritrovano nel tratto toracico, mentre sempre in quello cervicale, dove sono maggiormente sviluppati e in quello lombare.